# الشرطة الوطنية الشيلية
الشرطة الوطنية الشيلية (بالإسبانية: Carabineros de Chile)‏ هي قوة الشرطة الوطنية الشيلية ، التي تتمتع بالسلطة القضائية على كامل الأراضي الوطنية لشيلي .
أنشئت في عام 1927 ، ومهمتها هي الحفاظ على النظام وخلق احترام عام لقوانين البلاد. وأبلغوا وزير الدفاع الوطني (وزارة الدفاع الوطني) من خلال وكيل الشرطة الوطنية الشيلية ولكن منذ عام 2011 ، وزارة الداخلية والأمن العام تسيطر عليها بالكامل. وقد تم فصلهم عمليا عن الفروع العسكرية الثلاثة الأخرى حسب الإدارة لكنهم ما زالوا يعتبرون جزءا من القوات المسلحة. ولدى شيلي أيضا قوة شرطة للتحقيق ، وهي شرطة التحقيقات في شيلي ، وهي أيضا تابعة لوزارة الداخلية والأمن العام ؛ توجد أيضًا شرطة بحرية للقيام بدوريات على ساحل شيلي.

## احتجاجات 2019
كان لها دور خلال احتجاجات شيلي عام 2019 موضوعًا لعدة تقارير من قبل منظمات حقوق الإنسان بسبب استخدامها المزعوم للقوة المفرطة المتعمدة . كما تلقت هذه المنظمات تقارير عن التعذيب والاعتداء الجنسي والاغتصاب. 
أفاد المعهد الوطني لحقوق الإنسان (INDH) ما مجموعه 232 إصابة العين في 25 نوفمبر ، 163 نتيجة الرصاص المطاطي.  وفيما يتعلق باستخدام الرصاص المطاطي ، قال سيرجيو ميكو ، مدير INDH ، إن المنظمة لاحظت أكثر من 161 مظاهرة تم استخدامها فيها على الرغم من كونها ضد البروتوكول بسبب عدم وجود خطر مادي على الشرطة الوطنية الشيلية. 

## روابط خارجية
- الموقع الرسمي
- البوابة الرسمية للحكومة التشيلية